# Phaenonotum minus
Phaenonotum minus är en skalbaggsart som beskrevs av Ales Smetana 1978. Phaenonotum minus ingår i släktet Phaenonotum och familjen palpbaggar. Inga underarter finns listade i Catalogue of Life.